# المركز الوطني للتخصيص
المركز الوطني للتخصيص هو مركز لتمكين عمليات التخصيص في المملكة العربية السعودية، وهو الأول من نوعه في المملكة في مجال التخصيص والشراكة بين القطاعين العام والخاص، ويهدف إلى إعادة تنظيم العلاقة بين القطاعين، من خلال وضع إطار عمل تنظيمي لمشروعات التخصيص بأنواعها، سواء ما تعلق منها ببيع الأصول الحكومية أو الشراكة بين القطاعين العام والخاص. يرتبط تنظيميا بمجلس الشؤون الاقتصادية والتنمية، ويعمل بالتوازي مع لجان إشرافية في القطاعات المستهدفة لتحديد فرص التخصيص على مستوى القطاعات.

## القطاعات الرئيسية المستهدفة
- قطاع النقل
- قطاع البيئة والمياه والزراعة
- قطاع الطاقة والصناعة والثروة المعدنية
- قطاع العمل والتنمية الاجتماعية
- قطاع الإسكان
- قطاع التعليم
- قطاع الصحة
- قطاع البلديات
- قطاع الحج والعمرة
- قطاع الاتصالات وتقنية المعلومات[4]

## اللجان الإشرافية للتخصيص وفرق العمل
هي اللجان المسؤولة عن أعمال التخصيص في القطاعات المستهدفة والإشراف عليها. مكونة من وزير القطاع ووزير المالية ورئيس مجلس إدارة المركز الوطني للتخصيص، ويجوز بإجماع الأعضاء الأساسيون إضافة أعضاء جدد على ألا يتجاوز عدد أعضاء اللجنة عن 5 أعضاء. تقوم اللجنة بمهام التخصيص في القطاع المعنية به، وتطوير استراتيجيات التخصيص بما يتماشى مع معايير المركز الوطني للتخصيص، وإجراء تقييمات الجاهزية الفنية والمالية والقانونية، وتحديد الصعوبات والأخطار وإجراء المفاوضات وتوقيع العقود، وبالمساندة مع فرق العمل التي تساعد اللجان الإشرافية في أداء أعمالها.

## رؤية المملكة 2030
وهو المركز المسؤول عن تحقيق اثنين من أهداف رؤية 2030 وهي إتاحة الأصول المملوكة للدولة أمام القطاع الخاص، وتخصيص خدمات حكومية محددة. إضافة إلى تعزيز مساهمة القطاع الخاص في الناتج المحلي الإجمالي من 40% إلى 65%.
| مهام المركز الوطني للتخصيص | الخطط |
| -------------------------- | --- |
| ممكن للتخصيص               | - وضع البرامج واللوائح والأدوات - اقتراح القطاعات والأنشطة القابلة للتخصيص - تقويم استعداد وجاهزية الاقتصاد الكلي لبرامج التخصيص - المشاركة في تدريب الكوادر وتأهيلها في مجال التخصيص - وضع المتطلبات اللازمة لإنشاء كيانات يشارك فيها القطاع الخاص - إجراء الدراسات لتحليل المخاطر والمنافع في القطاعات المستهدفة بالتخصيص |
| الاستشارة والتوجيه         | - مراجعة الاستراتيجيات والنماذج لقطاعات التخصيص والشراكة بين القطاعين الخاص والعام وضمان توافقها مع توجهات ومعايير المركز الوطني للتخصيص - مراجعة التغيرات التنظيمية للقطاعات وضمان تمكينها لاستراتيجية قطاعات التخصيص للشراكة بين القطاعين العام والخاص                                                                    |
| إعداد أطر التخصيص          | - إعداد الإطار التنظيمي العام - مساعدة اللجنة الإشرافية في العمل على تطوير الإطار التنظيمي للقطاع وتحسينه، واقتراح التعديلات اللازمة على الأنظمة لتنفيذ عمليات التخصيص وفق التطلعات |
| إرساء السياسات             | - وضع إطار تنظيمي للتخصيص للشراكة بين القطاع الخاص والعام. - وضع القواعد والإجراءات لتوجيه جهود لجان التخصص الإشرافية وفرق العمل |
| المراقبة وإعداد التقارير   | - مراجعة خطط الجاهزية والتحليلات الفنية ومتابعة تنفيذها - متابعة التقدم في التصميم والتنفيذ وقياس مؤشرات الأداء - مراقبة تنفيذ القطاعات لالتزاماتها تجاه تطوير الأطر الخاصة في القطاع |

## وصلات خارجية
- المركز الوطني للتخصيص- الموقع الرسمي.